# Soldier Field
O Soldier Field é um estádio localizado em Chicago, Illinois (Estados Unidos). É a casa do time de futebol americano Chicago Bears, da NFL e do time de futebol Chicago Fire, da MLS, este em três períodos (1998-2001, 2003-2006 e desde 2020, substituindo o SeatGeek Stadium).
Começou a ser construído em 1922, sendo inaugurado em 9 de Outubro de 1924. Em 19 de Janeiro de 2002 foi fechado para uma ampla reforma, sendo reinaugurado em 29 de Setembro de 2003. Por isso, muitos fãs o chamam de New Soldier Field. Atualmente tem capacidade para 61 500 lugares.
O campo serve como Memorial aos soldados americanos mortos em Combate. Ele foi projetado em 1919 e inaugurado com o nome de Municipal Grant Park Stadium, mas foi mudado para Soldier Field no ano seguinte.
O desenho da fachada, com colunas em estilo Greco-Romano permaneceu após a ultima reforma, gerou o que o cronista esportivo Jay Mariotti definiu como "Uma espaçonave dentro do Parthenon".
Em 1956 recebeu uma corrida da principal categoria da NASCAR. Desde 1987 faz parte do Registro Nacional de Lugares Históricos (órgão similar ao Instituto do Patrimônio Histórico e Artístico Nacional do Brasil) e também do Marco Histórico Nacional. Entretanto em 2006 foi decidido em reunião do Comitê da Organização pela retida do estádio da lista de Marco Histórico Nacional, devido as modernizações recentes.
Recebeu 5 jogos da Copa do Mundo de 1994 e 4 jogos da Copa do Mundo de Futebol Feminino de 1999. Também foi utilizado nos Jogos Pan-americanos de 1959.

## Galeria
- Soldier Field em 1963.
- Soldier Field em 1988.
- Soldier Field em 2008.
- Interior do Soldier Field

## Jogos da Copa do Mundo de 1994
| 17 de junho de 1994 14:05(horário local)/16:05(horário do Brasil) | Alemanha      | 1–0 | Bolívia | Soldier Field, Chicago Público: 63,117 Referee: Arturo Brizio Carter (México) |
|                                                                   | Klinsmann 61' |     |         |                                                                               |

| 21 de junho de 1994 15:05(horário local)/17:05(horário do Brasil) | Alemanha      | 1–1 | Espanha        | Soldier Field, Chicago Público: 63,113 Árbitro: Ernesto Filippi (Uruguai) |
|                                                                   | Klinsmann 48' |     | Goikoetxea 14' |                                                                           |

| 26 de junho de 1994 11:35(horário local)/13:35(horáio do Brasil) | Grécia | 0–4 | Bulgária                                                | Soldier Field, Chicago Público: 63,160 Árbitro: Ali Bujsaim (Emirados Árabes Unidos) |
|                                                                  |        |     | Stoichkov 5' (pen), 55' (pen) Lechkov 65' Borimirov 90' |                                                                                      |

| 27 de junho de 1994 15:05(horário local)/17:05(horário do Brasil) | Bolívia        | 1–3 | Espanha                               | Soldier Field, Chicago Público: 63,089 Árbitro: Rodrigo Badilla (Costa Rica) |
|                                                                   | E. Sánchez 67' |     | Guardiola 19' (pen) Caminero 66', 70' |                                                                              |

| 2 de julho de 1994 12:00(horário local)/14:00(horário do Brasil) | Alemanha                     | 3–2 | Bélgica            | Soldier Field, Chicago Público: 60,246 Árbitro: Kurt Röthlisberger (Suíça) |
|                                                                  | Völler 6', 40' Klinsmann 11' |     | Grün 8' Albert 90' |                                                                            |

## Jogos da Copa do Mundo de Futebol Feminino de 1999
| 24 de junho de 1999 17:00(horário local)/19:00(horário do Brasil) | Brasil        | 2–0 | Itália | Soldier Field, Chicago Público: 65,080 Árbitro: Gitte Nielsen (Dinamarca) |
|                                                                   | Sissi 3', 63' |     |        |                                                                           |

| 24 de junho de 1999 19:00(horário local)/21:00(horário do Brasil) | Estados Unidos                                                                | 7–1 | Nigéria     | Soldier Field, Chicago Público: 65,080 Árbitro: Nicole Petignat (Suíça) |
|                                                                   | Chiejine 19' (g.c.) Hamm 20' Milbrett 23', 83' Lilly 32' Akers 39' Parlow 42' |     | Okosieme 2' |                                                                         |

| 26 de Junho de 1999 16:00(horário local)/18:00(horário do Brasil) | Gana | 0–2 | Suécia            | Soldier Field, Chicago Público: 34,256 Árbitro: Sonia Denoncourt (Canadá) |
|                                                                   |      |     | Svensson 58', 86' |                                                                           |

| 26 de Junho de 1999 18:30(horário local)/20:30(horário do Brasil) | Noruega                                                    | 4–0 | Japão | Soldier Field, Chicago Público: 34,256 Árbitro: Maricela Contreras De Fuentes (Venezuela) |
|                                                                   | Riise 8' (pen) Isozaki 26' (g.c.) Aarønes 36' Mellgren 61' |     |       |                                                                                           |